# Polizeiruf 110: Bis zur letzten Sekunde
Bis zur letzten Sekunde ist ein deutscher Kriminalfilm von Bodo Fürneisen aus dem Jahr 2000. Es ist die 220. Folge innerhalb der Filmreihe Polizeiruf 110 und der 13. Fall für Schmücke und Schneider. Die Kommissare ermitteln in diesem Fall in einer Geiselnahme.

## Handlung
Die frisch verheiratete Tochter des Oberstaatsanwalts Werner Baumann wird entführt, um so die Freilassung von Karl Hrulitschka zu erzwingen, der sich derzeit wegen Mordes im Gefängnis befindet. Die Entführer übermitteln ihre Botschaft über ein Videoband, das sie Baumanns Schwiegersohn vor die Tür gelegt haben.
Da Schmücke und Schneider keine Anhaltspunkte zu Hrulitschkas Hintermännern finden können, muss der Schwerverbrecher freigelassen werden, um das Leben von Sophie nicht zu gefährden. Die Polizei sichert zwar den Fluchtweg ab, kann den Flüchtigen aber nicht verfolgen, weil er sich auch am Freilassungsort einer Geisel bedient. Schmücke findet heraus, dass ihm hierbei seine Exfreundin Melanie Kaminski geholfen hat, die er nur zum Schein als Geisel genommen hat.
Nach mehrfacher Analyse ist die Kriminaltechnikerin der Meinung, dass die Aufnahme von Sophie in einer Höhle entstanden sein muss. Rotes Gestein im Hintergrund verweist auf einen Stollen im Mansfelder Land. Unabhängig von der Polizei ist auch Thomas Noack auf der Suche nach seiner Frau und kann sie tatsächlich finden. Es kommt zu einem Handgemenge zwischen ihm und dem Entführer, der sich als sein Angestellter, Frank Sattler, entpuppt. Als die Polizei eintrifft, finden sie Noack schwer verletzt, doch von Sophia keine Spur.
Hrulitschka setzt die Polizei weiter unter Druck. Nach Schmückes Recherche will sich der Verbrecher mit 2 Millionen aus seinem letzten Raubüberfall nach Brasilien absetzen. Doch dazu braucht er seinen Pass, den ihm Schmücke bringen soll. Sophie versteckt er derweil im Kofferraum eines Autos, das er mit einer Bombe versehen hat, die er im Ernstfall mit einer Fernzündung zur Detonation bringen will. Schmücke ahnt Hrulitschkas Plan, da der Täter bei allen seinen Überfällen Sprengstoff benutzt hatte. So gelingt es mit speziellen Spürhunden den richtigen Wagen zu finden, der sich auf dem Parkplatz des Flughafens befindet.
Während Schmücke Hrulitschka mit Waffengewalt am Abflug hindert, kann Schneider Sophia aus dem Auto befreien. Als der Flüchtige den Wagen detonieren lässt, befindet sich die Geisel bereits in Sicherheit.

## Hintergrund
Bis zur letzten Sekunde wurde am 8. Oktober 2000 im Ersten zur Hauptsendezeit erstmals ausgestrahlt.

## Kritik
Die Kritiker der Fernsehzeitschrift TV Spielfilm vergaben die bestmögliche Wertung (Daumen nach oben) und nannten den Polizeiruf ein „Krimi mit einigen raffinierten Zügen“.